# Твої сліди
«Твої сліди» — радянський художній фільм-драма 1963 року, знятий режисерами Равілем Батировим і Альбертом Хачатуровим на кіностудії «Узбекфільм».

## Сюжет
Герої фільму — молодь, будівельники. Нещодавні школярі — Іскандер та Зулейха — потрапляють у робочий колектив. Вони знайомляться з нелегкою працею під палючим сонцем, з небезпекою, і головне — їм доводиться вчитися вмінню знаходити своє місце у трудовому колективі. У свою чергу Іскандер і Зулейха приносять у цей колектив прагнення до культури, широту кругозору.

## У ролях
- Туган Режаметов — Іскандер
- О. Додашева — Зулейха
- Нігмат Касимов — Різамат
- Т. Махрамов — Ашур
- Н. Ешимбеков — Такен
- Ігор Лєдогоров — Володя
- Гурміндж Завкібеков — Даврон
- Ніна Мелешко — Клава
- Вахаб Абдуллаєв — епізод
- С. Бакоєв — епізод
- Н. Камбарова — епізод
- Е. Мурадов — епізод
- Віктор Потапов — епізод
- А. Тереутова — епізод
- Григорій Черкінський — епізод
- Нафісат Шаханова — епізод
- Олена Хромова — епізод

## Знімальна група
- Режисери — Равіль Батиров, Альберт Хачатуров
- Сценарист — Пірімкул Кадиров
- Оператор — Андрій Масленников
- Композитор — Ікрам Акбаров
- Художник — Євген Пушин